# Stefanie van der Gragt
Stefanie Jamie van der Gragt (IPA: [ˈsteːfaːni vɑn dər ˈɣrɑxt]; Heerhugowaard, 16 agosto 1992) è un'ex calciatrice olandese, di ruolo difensore.
Nella sua ultradecennale carriera con i club, terminata in Italia con la maglia dell'Inter, ha collezionato la vittoria in diversi campionati e trofei in tutt'Europa. Ha superato le 100 presenze con la nazionale olandese vincendo un campionato europeo, quello dei Paesi Bassi 2017, e giungendo in finale al Mondiale di Francia 2019.

## Carriera

### Club
Esordisce nel 2009 con l'AZ Alkmaar, vincendo il campionato nel 2009-2010. Nel 2011 si trasferisce al Telstar, trascorrendovi quattro stagioni. Nel 2015 passa al Twente, vincendo un altro campionato. Durante il calciomercato estivo 2016 coglie l'occasione per giocare per la prima volta all'estero, sottoscrivendo un contratto con il Bayern Monaco. Fa il suo debutto in Frauen-Bundesliga il 10 settembre 2016, nell'incontro vinto 1-0 sullo Jena
Il 16 giugno 2017 l'Ajax annuncia di aver trovato un accordo per disporre di Van der Gragt dalla stagione entrante. Dopo una sola stagione all'Ajax, in cui vince il suo terzo campionato, si trasferisce al Barcellona per la stagione 2018-2019. Rimane con la squadra catalana per due stagioni, contribuendo a raggiungere il secondo posto nella prima e vincendo il campionato, pur interrotto anzitempo per la pandemia di COVID-19, nella seconda.
Nell'estate 2018 torna all'Ajax, dove resta per due stagioni.
Nell'estate 2022 si trasferisce all'Inter. A disposizione del tecnico Rita Guarino, segna il suo primo goal con la maglia nerazzurra il 28 agosto 2022 in occasione della prima giornata di Serie A contro il Parma, chiudendo il campionato con 17 presenze e 3 reti siglate. A stagione con conclusa, nel maggio 2023 annuncia il suo ritiro dal calcio giocato al termine del Mondiale.

### Nazionale
Van der Gragt viene convocata dalla federazione calcistica dei Paesi Bassi dal 2007, inizialmente per vestire la maglia della formazione Under-17 impegnata alle qualificazioni all'primo Europeo di categoria disputato nel 2008. Debutta nel torneo l'8 ottobre 2007, nell'incontro valido per il primo turno di qualificazione vinto per 2-0 con le pari età dell'Azerbaigian. Condivide con le compagne il percorso che vede la sua nazionale, inserita nel gruppo 2, superare al primo posto la prima fase di qualificazione, ma fallire l'accesso alla fase finale per essersi classificata alle spalle dell'Inghilterra. Inserita in rosa anche per le qualificazioni al successivo Europeo del 2009, ripropone la prestazione della precedente edizione, con le Oranje capaci di chiudere al primo posto la prima fase ma, classificatesi seconde dopo la Francia, fallire nuovamente l'accesso alla fase finale.
Del 2009 è il suo debutto nella Under-19, convocata nella squadra che disputa il secondo turno di qualificazione all'Europeo di Bielorussia 2009, anche in questo caso condividendo con le compagne il mancato accesso alla fase finale. Negli anni successivi indossa la maglia della U-19 anche per l'Europeo di Macedonia 2010, dove la sua nazionale, ottenuto l'accesso, raggiunge le semifinali, perdendo lo scontro con l'Inghilterra ai rigori dopo che ai tempi regolamentari l'incontro si era concluso a reti inviolate, e in quello di Italia 2011, con i Paesi Bassi esclusi dal torneo già dalla fase a gironi, ma limitando le sue presenze alla sola prima fase di qualificazione.
Nel 2013 fa il suo debutto con la nazionale maggiore. Nel 2015 viene convocata per il Mondiale in Canada, mentre due anni dopo fa parte della squadra che vince l'Europeo giocato proprio nei Paesi Bassi. Nel 2019 partecipa al Mondiale in Francia e l'anno dopo al torneo olimpico in Giappone. Nel 2022 viene convocata per l'Europeo in Inghilterra.

## Palmarès

### Club
- Campionato olandese: 3

AZ Alkmaar: 2009-2010
Twente: 2015-2016
Ajax: 2017-2018
- Coppa dei Paesi Bassi: 3

AZ Alkmaar: 2010-2011
Ajax: 2017-2018, 2021-2022
- Campionato spagnolo: 1

Barcellona: 2019-2020
- Supercoppa spagnola: 1

Barcellona: 2020

### Nazionale
- Campionato europeo femminile di calcio: 1

Paesi Bassi 2017
- Algarve Cup: 1

2018

### Individuale
- Beste Oranje Leeuwin

2014